# 보르고프란코디브레아
보르고프란코디브레아는 이탈리아 피에몬테주의 토리노 광역시에 있는 코무네로, 토리노 북쪽으로 약 50 킬로미터 (31 mi) 떨어져 있다.
보르고프란코디브레아는 다음 코무네들과 경계를 이룬다: 세티모비토네, 안드라테, 노말리오, 브로소, 콰솔로, 키아베라노, 몬탈토도라, 레솔로.
"발메티"
카나베세 지역의 특징인 이것들은 산속의 자연적인 구멍들로, 복잡한 자연 지열 현상으로 인한 공기 순환 덕분에 온도가 일정하게 유지되는 저장고와 음식 저장 공간으로 수세기 동안 주민들에 의해 개조되었다. 발메티(피에몬테어의 카나베세 방언으로는 발미트)라는 용어는 바위 아래의 피난처, 동굴을 의미하는 발마에서 유래했다.